# We Are Motörhead
We Are Motörhead ist das fünfzehnte Studioalbum der britischen Heavy-Metal-Band Motörhead. Es enthält mit God Save the Queen eine Coverversion des gleichnamigen Liedes der englischen Punk-Band Sex Pistols.

## Hintergründe
Das Album sollte ursprünglich Out to Lunch (Slang-Ausdruck für „verrückt“) heißen, vor dem Hintergrund des bevorstehenden 25-jährigen Bandjubiläums entschied Lemmy Kilmister, es We Are Motörhead zu nennen, die Phrase, mit der er jedes Konzert der Band eröffnete. Auf dem Album befindet sich eine Coverversion von God Save the Queen, einem Titel der Sex Pistols aus dem Jahr 1976, den Kilmister für den besten Song der Band hält. Zu der Version von Motörhead wurde in London ein Musikvideo gedreht.
Die Aufnahmen fanden von Juni bis August 1999 in den Pausen der laufenden Europa-Tournee im Karo Studio in Brackel unter Leitung von Charlie Bauerfeind statt. Produziert wurde es von Motörhead und Bob Kulick. Das Album erschien im Mai 2000 in Deutschland bei Steamhammer und in Europa sowie Übersee bei CMC International. Die einzige Single-Auskopplung God Save the Queen wurde am 16. Juli 2000 veröffentlicht.

## Titelliste
1. See Me Burning – 2:59
2. Slow Dance – 4:29
3. Stay Out of Jail – 3:02
4. God Save the Queen – 3:19
5. Out to Lunch – 3:26
6. Wake the Dead – 5:14
7. One More Fucking Time – 6:46
8. Stagefright/Crash & Burn – 3:02
9. (Wearing Your) Heart on Your Sleeve – 3:42
10. We Are Motörhead – 2:21

## Kritiken
Steve Huey von Allmusic sieht das Album als Höhepunkt der zweiten Schaffensperiode der Band an, Motörhead habe ein dichtes, überaus hartes Album eingespielt. Es gebe nichts wirklich daran auszusetzen. Jan Jaedike vom Rock Hard bezeichnet We Are Motörhead als überraschend, mit einem Drive und einer Kompromisslosigkeit, die man der Band so nicht mehr zugetraut hätte, katapultiere das Album die Band zurück in die 1980er Jahre.